# Gohar Gasparian

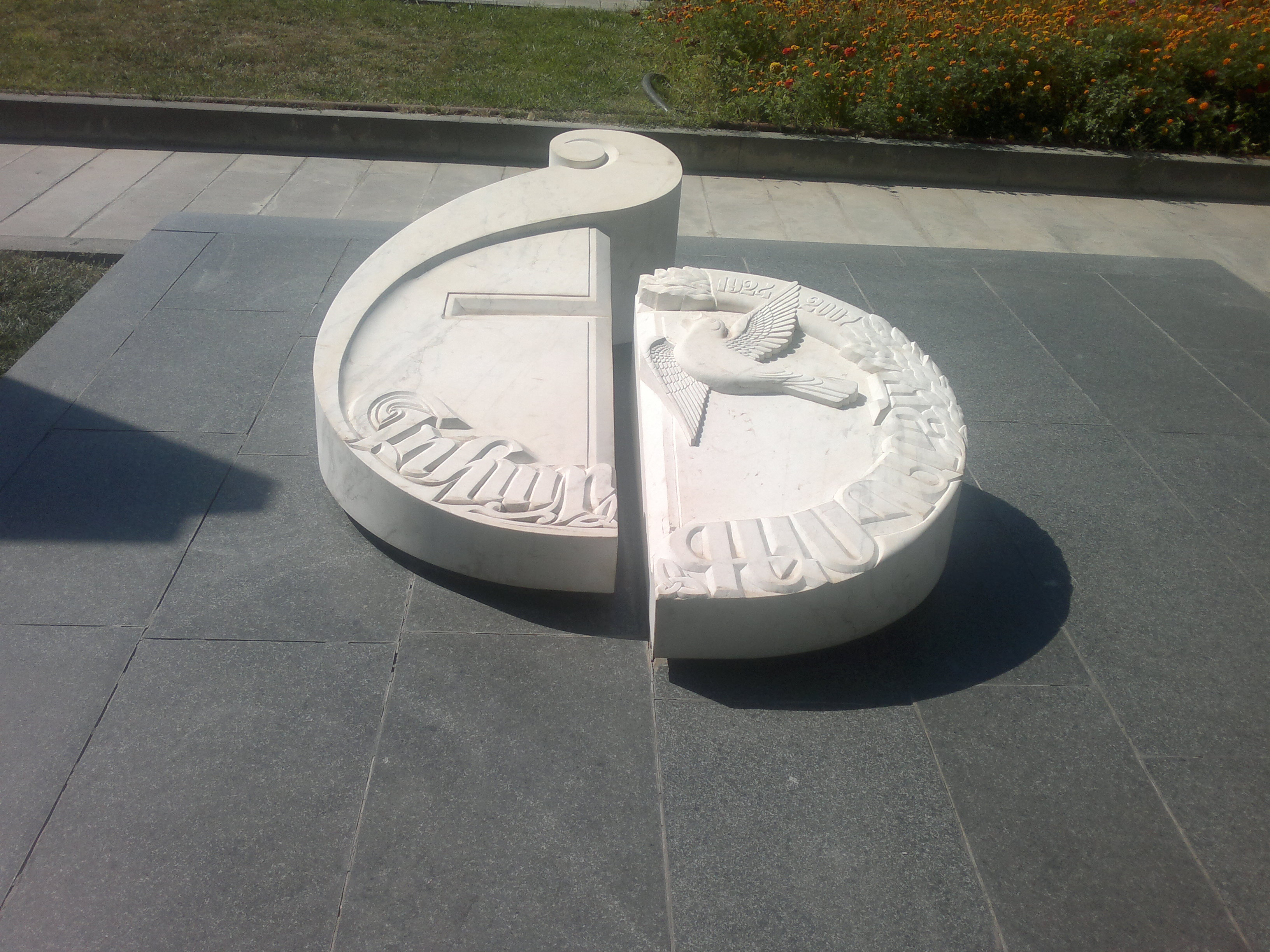
Nagrobek Gohar Gasparian w Erywaniu

Gohar Gasparian (orm. Գոհար Գասպարյան, ur. 14 grudnia 1924 w Kairze, zm. 16 maja 2007 w Erywaniu) – ormiańska śpiewaczka klasyczna (sopran).

## Życiorys
Urodziła się w ormiańskiej rodzinie zamieszkałej w Egipcie. Studiowała wokalistykę w Konserwatorium Kairskim. W latach 1940–1948 była solistką Egipskiego Radia Państwowego. W roku 1948 przeniosła się do radzieckiej Armenii.
Od 1949 występowała w Ormiańskim Akademickim Teatrze Opery i Baletu im. A. Spendiarowa w Erywaniu. 
Jej repertuar obejmował 23 partie operowe oraz około pięciuset utworów kompozytorów włoskich, francuskich i niemieckich. Wykonywała również opracowania folkloru ormiańskiego, szczególnie Soghomona Soghomoniana (Komitasa). Występowała też w muzycznych filmach telewizyjnych. Dokonała wielu nagrań fonograficznych.
Od 1964 wykładała w Konserwatorium w Erywaniu. Wychowała wielu ormiańskich wokalistów z kraju i zagranicy.

## Odznaczenia
- Medal Sierp i Młot Bohatera Pracy Socjalistycznej (ZSRR, 11 grudnia 1984)
- Order Lenina (ZSRR, 11 grudnia 1984)
- Order Przyjaźni Narodów (ZSRR, 7 sierpnia 1981)
- Order św. Mesropa Masztoca (Armenia, 14 grudnia 1994)

## Miejsce pochówku
Została pochowana w Panteonie w parku im. Komitasa w Erywaniu.